# Pitbull. Nowe porządki
Pitbull. Nowe porządki – polski film sensacyjno-kryminalny w reżyserii Patryka Vegi. Drugi kinowy film z serii Pitbull. Uroczysta premiera filmu odbyła się 21 stycznia 2016 roku w warszawskich Złotych Tarasach, a do dystrybucji kinowej trafił dzień później.

## Obsada
- Piotr Stramowski – komisarz Dariusz Wolkowski „Majami”
- Andrzej Grabowski – aspirant sztabowy Jacek Goc „Gebels”
- Paweł Królikowski – Igor Rosłoń, szef agencji detektywistycznej "Niebiescy"
- Michał Kula – komendant młodszy inspektor Włodzimierz Barszczyk
- Bogusław Linda – Tomasz Barbasiewicz „Babcia”, szef grupy mokotowskiej
- Maja Ostaszewska – Olka
- Agnieszka Dygant – prostytutka „Kura”, dziewczyna „Zupy”
- Anna Mucha – „Kinia”
- Julia Pogrebińska – „Aminat”
- Wojciech Machnicki – poszkodowany
- Anna Karczmarczyk-Litwin – córka biznesmena
- Cezary Krajewski(inne języki) – oficer operacyjny
- Rafał Gerlach – Starszy sierżant Olgierd Knyga „Żandarm”
- Krzysztof Czeczot – Oskar Niekłański „Zupa”, człowiek „Babci”
- Tomasz Oświeciński – Marcin Opałka „Strachu”

## Fabuła
Młody policjant „Majami” zaczyna rozpracowywać bandę gangsterów – grupę mokotowską, gang porywaczy i „obcinaczy palców”. Łączy siły z funkcjonariuszami Komendy Stołecznej Policji, by pokonać najsilniejszą organizację przestępczą w Polsce.

## Odbiór
Film został negatywnie oceniony przez krytyków. W serwisie Mediakrytyk.pl przyznano mu średnią ocenę 5,6/10, uzyskaną w oparciu o czterdzieści recenzji. Według Jacka Ziomka (Warszawa.pl) jest to projekt „niespójny” i „źle zagrany”, a zdaniem Łukasza Adamskiego (wPolityce.pl) − „prymitywny”.